# 561e Volksgrenadierdivisie
De Grenadierdivisie Ostpreußen 1 / 561e Grenadierdivisie / 561e Volksgrenadierdivisie (Duits: Grenadier-Division Ostpreußen 1 / 561. Grenadier-Division / 561. Volksgrenadier-Division) was een Duitse infanteriedivisie tijdens de Tweede Wereldoorlog. 

## Geschiedenis
De Grenadierdivisie Ostpreußen 1 werd opgericht op 24 juli 1944 bij Preußisch Eylau door Wehrkreis I als onderdeel van de 29. Welle. Deze divisie werd op 27 juli (officieel, maar daadwerkelijk op 6 augustus) 1944 omgedoopt tot 561e Grenadierdivisie.

## 561e Grenadierdivisie
De divisie werd meteen eind juli 1944 verplaatst naar het oostfront in Litouwen en kwam vanaf begin augustus 1944 in actie bij Vilkaviškis (Wilkowischken). Daar bleef de divisie ruim twee maanden in hetzelfde gebied. Op 9 oktober 1944 werd de divisie omgedoopt tot 561e Volksgrenadierdivisie.

## 561e Volksgrenadierdivisie
De divisie werd meteen ook op dezelfde stand gebracht als de divisies van de 32. Welle door toevoegen van extra divisie-eenheden. De divisie moest in oktober een klein stukje terugtrekken en het front kwam bij Ebenrode te liggen. Begin november werd de divisie verplaatst en kwam achter de Memel te liggen bij Trappen. 
Vanaf eind november lag de divisie bij Tilsit. Hier kwam het front tot rust tot begin 1945. Op 13 januari 1945 barstte het Sovjet Oost-Pruisenoffensief los. De divisie moest vanaf 18 januari terugtrekken via Tapiau naar Koningsbergen, waar op 27 januari de oostelijke verdedigingsring bezet werd. Drie dagen later was de stad grotendeels afgesneden en de divisie was deel van de bezetting. Medio februari werd de verbinding weer geopend door Duitse troepen en de divisie kwam op deze landbrug te liggen. Toen de Sovjettroepen op 6 april 1945 de uiteindelijke aanval op de stad plaatsten, werd de divisie doorsneden. Een deel eindigde in de stad en moest zich daar op 9 april overgeven. De rest bleef aan het Samland-front. Bij de uiteindelijke aanval van de Sovjettroepen in Samland werden de resten van de divisie richting Pillau gedreven. 
De resten van de 561e Volksgrenadierdivisie gaven zich op eind april 1945 bij Pillau over aan Sovjettroepen.

## Bovenliggende bevelslagen
| Legerkorps         | Leger                   | Legergroep         | Plaats/regio     | Begin                | Eind                 |
| ------------------ | ----------------------- | ------------------ | ---------------- | -------------------- | -------------------- |
| 40e Pantserkorps   | 3. Panzerarmee          | Heeresgruppe Mitte | Wilkowischken    | 30 juli 1944         | 12 augustus 1944     |
| 26e Legerkorps     | 3. Panzerarmee          | Heeresgruppe Mitte | Wilkowischken    | 12 augustus 1944     | 4 september 1944     |
| 26e Legerkorps     | 4. Armee                | Heeresgruppe Mitte | Wilkowischken    | 5 september 1944     | medio september 1944 |
| 27e Legerkorps     | 4. Armee                | Heeresgruppe Mitte | Wilkowischken    | medio september 1944 | begin november 1944  |
| direct onder bevel | 3. Panzerarmee          | Heeresgruppe Mitte | Oost-Pruisen     | begin november 1944  | november 1944        |
| 9e Legerkorps      | 3. Panzerarmee          | Heeresgruppe Mitte | Trappen, Samland | november 1944        | 27 januari 1945      |
| Festung Königsberg |                         | Heeresgruppe Nord  | Koningsbergen    | 27 januari 1945      | medio februari 1945  |
|                    | Armee-Abteilung Samland | Heeresgruppe Nord  | Koningsbergen    | medio februari 1945  | 2 april 1945         |
| 26e Legerkorps     | Armee Ostpreußen        |                    | Samland          | 2 april 1945         | eind april 1945      |

## Commandanten
| Rang         | Naam         | Begin             | Eind              |
| ------------ | ------------ | ----------------- | ----------------- |
| Oberst       | Walter Gorn  | 24 juli 1944      | 23 september 1944 |
| Oberst       | Felix Becker | 23 september 1944 | december 1944     |
| Generalmajor | Walter Gorn  | december 1944     | 1 maart 1944      |
| Oberst       | Felix Becker | 24 februari 1945  | eind april 1945   |

Oberst Gorn werd ziek in september 1944 en opnieuw in maart 1945 en werd beide keren vervangen door Oberst Becker. In die laatste vervangingsdatum zit een discrepantie in bronnen.

## Samenstelling
Grenadierdivisie Ostpreußen 1
- Grenadier-Regiment Ostpreußen 1
- Grenadier-Regiment Ostpreußen 2
- Artillerie-Regiment Ostpreußen 1
- Divisie-eenheden Ostpreußen 1

561e Grenadierdivisie
- Grenadier-Regiment 1141, uit Grenadier-Regiment Ostpreußen 1
- Grenadier-Regiment 1142, uit Grenadier-Regiment Ostpreußen 2
- Grenadier-Regiment 1143, op 8 september 1944, uit I./1141 en III./1142
- Artillerie-Regiment 1561, uit Artillerie-Regiment Ostpreußen 1
- Divisie-eenheden 1561, deels ook 561

561e Volksgrenadierdivisie
- Grenadier-Regiment 1141
- Grenadier-Regiment 1142
- Grenadier-Regiment 1143
- Artillerie-Regiment 1561
- Divisie-eenheden 1561, deels ook 561